# راین-نکار ایر
راین-نکار ایر (به انگلیسی: Rhein-Neckar Air) یک شرکت هواپیمایی است که در تاریخ ۲۰۱۳ میلادی تأسیس شده و در تاریخ ۱ مارس ۲۰۱۴ فعالیتش را آغاز کرده‌است. این شرکت هواپیمایی به ۲مقصد، پرواز مستقیم انجام می‌دهد.